# ロバート・ディーン (初代マスケリー男爵)
初代マスケリー男爵ロバート・ティルソン・ディーン（英語: Robert Tilson Deane, 1st Baron Muskerry PC (Ire)、1745年10月19日 – 1818年6月25日）は、アイルランド王国出身の政治家、貴族。1771年から1781年までアイルランド庶民院議員を務めた後、1781年に男爵に叙された。

## 生涯
第5代準男爵サー・ロバート・ディーンと妻シャーロット（Charlotte、旧姓ティルソン（Tilson）、1798年以降没、トマス・ティルソンの次女）の息子として、1745年10月19日に生まれ、29日にダブリンのセント・アン教会で洗礼を受けた。
1770年2月7日に父が死去すると、準男爵位を継承した。1771年から1776年までカリスフォート選挙区の、1776年から1781年までコーク県選挙区の代表としてアイルランド庶民院議員を務めた。1781年1月5日、アイルランド貴族であるコーク県におけるマスケリー男爵に叙された。
1773年にコーク県長官を務め、1777年3月6日にアイルランド枢密院の枢密顧問官に任命されたほか、リムリック総督を務めたことがあった。
フリーメイソンの一員であり、1784年にアイルランド・グランドロッジのグランドマスターを務めた。
1818年6月25日に死去、長男ロバート・フィッツモーリスに先立たれたため次男ジョン・トマス・フィッツモーリスが爵位を継承した。

## 家族
1775年6月7日、アン・フィッツモーリス（Anne Fitzmaurice、1830年7月30日没、ジョン・フィッツモーリスの娘）と結婚、4男をもうけた。
- ロバート・フィッツモーリス（1776年 – 1796年2月18日[6]）
- ジョン・トマス・フィッツモーリス（1777年9月27日 – 1824年12月24日） - 第2代マスケリー男爵[6]
- ウィリアム（1792年 – 1811年） - 陸軍軍人、ポルトガルで戦死[5]
- マシュー・フィッツモーリス（1795年3月29日 –